# Jan Nielsen (håndboldspiller)
 For alternative betydninger, se Jan Nielsen. (Se også artikler, som begynder med Jan Nielsen)
Jan "Tromle" Nielsen (født 1. september 1972 i Aarhus) er en dansk tidligere håndboldspiller, der spillede for Århus Håndbold, Fredericia HK, HF Mors og Bjerringbro FH i Håndboldligaen. Han har tidligere været direktør i Århus Håndbold fra 2015 til 2018.
I 2003 skiftede han fra Bjerringbro FH til Team Tvis Holstebro, hvor han underskrev en toårig kontrakt. Et år efter skiftede han til HF Mors, hvor han spillede én sæson, før han skiftede til Fredericia HK
Tiden i Fredericia stoppede i 2009, da både han og målmandskollegaen Kasper Larsen blev hentet til Århus Håndbold sammen.
I starten af Emil Nielsens karriere agerede Jan Nielsen mentor for den unge målmand. Emil Nielsen overtog med tiden rollen som førstemålmand i klubben.
I 2010 var han i pokalfinalen med Aarhus Håndbold, hvor de tabte til AG Håndbold. På trods af nederlaget blev Tromle valgt til Årets Pokalfighter.
I 2012 stod han endnu en gang i pokalfinalen, og denne gang vandt han Landspokalturneringen. Det var første gang nogensinde klubben vandt det trofæ.
I januar 2015 blev han spillende direktør for Aarhus Håndbold. Efter 2014-15 sæsonen indstillede han karrieren i en alder af 42. I oktober 2015 gjorde han imidlertid comeback for Århus Håndbold i en kamp mod SønderjyskE Håndbold, da den faste målmand Emil Nielsen var blevet skadet. I 2016 gjorde han det igen, da Emil Nielsen var ude med meningitis. I sin første kamp i sæsonen lavede han en afgørende redning mod Aalborg Håndbold, der sikrede uafgjort.
I 2018 stoppede han som direktør i Aarhus Håndbold. I dag er han partner- og eventchef i DGI.